# Mesomys occultus
Mesomys occultus (пухнастохвостий голчастий деревний щур) — вид гризунів родини щетинцевих, що зустрічається в Бразилії.

## Морфологія
Морфометрія. Повна довжина (від кінчика носа до останнього хвостового хребця): 350, довжина хвоста: 183, довжина задньої лапи: 34,3, довжина вуха: 13,7 мм.
Опис. Невеликий щур, еквівалентний у розмірі до Mesomys hispidus, на якого він схожий також за кольором, та ступенем розвитку колючок. Зовні ці два види настільки схожі, що вони не були визнані за різні види поки не були розглянуті генетичні дані. Однак, при уважнішому розгляданні, відмінності стануть помітними. На відміну від М. occultus, у М. hispidus відсутня помаранчева середина на голках шиї і плечової області. М. hispidus має чорне волосся хвоста, на відміну від безбарвного, тонкого волосся М. occultus. Хвіст порівняно з Mesomys hispidus помітно волохатіший, на кінчику китиця з рідкого, довгого волосся. Каріотип: диплоїдне число, 2n=42, фундаментальне число, FN=54 (для M. hispidus 2n=60, FN=116).